# Elydnus ochraceovittatus
Elydnus ochraceovittatus är en skalbaggsart som beskrevs av Hüdepohl 1989. Elydnus ochraceovittatus ingår i släktet Elydnus och familjen långhorningar. Inga underarter finns listade i Catalogue of Life.